# Diego Maquieira
Diego Maquieira Astaburuaga (Santiago, 10 de julio de 1951) es un poeta y artista plástico chileno. Premio Pablo Neruda 1989, es considerado un poeta trascendente por la crítica de su país, a pesar de su escasa producción literaria.

## Primeros años de vida
Hijo del diplomático Fernando Maquieira Elizalde y de la socialite chilena Julita Astaburuaga Larraín, vivió parte de su infancia en ciudades como Nueva York, La Paz, Lima, Ciudad de México y Quito, hermano del también diplomático Cristián.
A los 22 años, en 1973, se casó con la artista plástica Patricia Ossa Brahm, con quien tuvo tres hijos Samuel, Sebastián, también dedicados al mundo artístico, y Lucas.

## Vida artística
Su poemario inaugural, Upsilon, fue publicado en 1975. Dos años más tarde salió Bombardo y en 1983, el "violento y claramente anticlerical" La Tirana.
En 1986 publicó Los Sea Harrier en el firmamento de eclipses, un anticipo de 10 poemas del libro que aparecería siete años después, Los Sea Harrier. 
En octubre de 1989 participó en Estocolmo, Suecia, en el Festival Internacional de Poesía: La reconstrucción del tiempo, organizado por Sergio Badilla Castillo y la escritora Sun Axelsson, evento que congregó a los poetas chilenos más connotados de los años 1980.
Es autor de una antología sobre el poeta Vicente Huidobro titulada El oxígeno invisible (1991) y más tarde, en 2003, reeditó en un solo volumen La Tirana y Los Sea Harrier. Una nueva versión definitiva de ambos poemarios, corregida por el mismo Maquieira, apareció a fines de 2012.
Maquieira ha tenido problemas con el alcohol: en 2004 entró en una clínica de rehabilitación para dejar de beber.
Después de casi veinte años sin publicar, Maquieira presenta su nuevo libro audiovisual, El Annapurna, en la Bienal de Sao Paulo 2012.
Entre los textos para comprender la obra del poeta destaca Give me a break, Conversaciones con Diego Maquieira (2008), de Patricio Hidalgo y Daniel Hopenhayn.
Maquieira ha incursionado en la plástica, a través de diversos pasteles. Destaca Juli, retrato de su madre fechado en 1997.
El poeta ha difinido su credo así: "Ese es mi espíritu: tomar distancia con todo lo que está cerca del poder. El poder es el enemigo número uno de la creación. Y los creadores deben estar lo más lejos posible de círculos oficiales. Mi camino no va por ahí. Yo no voy a mejorar ni a empeorar mis poemas ni mi situación económica a través de los círculos oficiales. No tengo intereses creados, tengo interés en crear..."
También ha dicho: “Tengo un gran amor por el verbo, por el lenguaje, soy un poeta prolijo, me interesa mucho el trabajo artesanal con la palabra, más que el mensaje. Me siento más un compositor que un poeta, tengo ojos en los oídos y viceversa. Tengo un campo magnético entre estos dos sentidos. Yo soy un discípulo de Stravinsky, en cuanto a la poética musical de Stravinsky. A mi me abrió los ojos cuando planteó la búsqueda de la unidad a través de la música, donde había que proceder por similitud y no por contraste, entonces mi oído busca una música, un sonido que suena igual a otro emitido mil años luz después. Yo trabajo con las palabras como si fueran instrumentos musicales”.

## Obra
- Upsilon, 1975.
- Bombardo, 1977.
- La Tirana, Tempus Tacendi, Santiago, 1983; descargable desde Memoria Chilena.
- Los Sea-Harrier en el firmamento de eclipses, anticipo de 10 poemas de su próximo libro; 1986.
- Los Sea Harrier, Editorial Universitaria, Santiago, 1993.[7]
- La Tirana; Los Sea Harrier, los dos poemarios legendarios de Maquieira en un solo volumen; Tajamar Editores, Santiago, 2003; versión definitiva corregida por el autor en la misma editorial, 2012[4] En 2007 fueron editados en Buenos Aires, Argentina, por Gog y Magog.
- El Annapurna, más de 200 poemas visuales realizados a partir de fotocopias de fotografías intervenidas por Maquieira con textos breves escritos con plumones y un lápiz corrector; la mayor parte de ellos fue expuesta en la 30ª Bienal de São Paulo, 2012; edición de lujo de 500 ejemplales (88 numerados y firmados por el autor), Galería de Arte D21, Santiago, 2013.[8]
- Gramercy Park, 2023. Libro que entrelaza texto poético con fotomontaje, imágenes que van siendo hiladas mediante escritos, poesía, que se superponen para componer una obra en formato de libro de bolsillo. Publicado por D21Editores.[9]